# لوروا سكوت
لوروا سكوت (بالإنجليزية: Leroy Scott)‏ (11 مايو 1875، فيرمونت في الولايات المتحدة - 21 يوليو 1929)؛ روائي أمريكي.

## روابط خارجية
- لوروا سكوت على موقع IMDb (الإنجليزية)
- لوروا سكوت على موقع قاعدة بيانات برودواي على الإنترنت (الإنجليزية)
- لوروا سكوت على موقع قاعدة بيانات الفيلم (الإنجليزية)